# تاد هیلگنبرینک
تاد هیلگنبرینک (انگلیسی: Tad Hilgenbrink؛ زادهٔ ۹ اکتبر ۱۹۸۱) یک هنرپیشه اهل ایالات متحده آمریکا است.
از فیلم‌ها یا برنامه‌های تلویزیونی که وی در آن نقش داشته است می‌توان به فیلم فاجعه اشاره کرد.